# 哈采格島

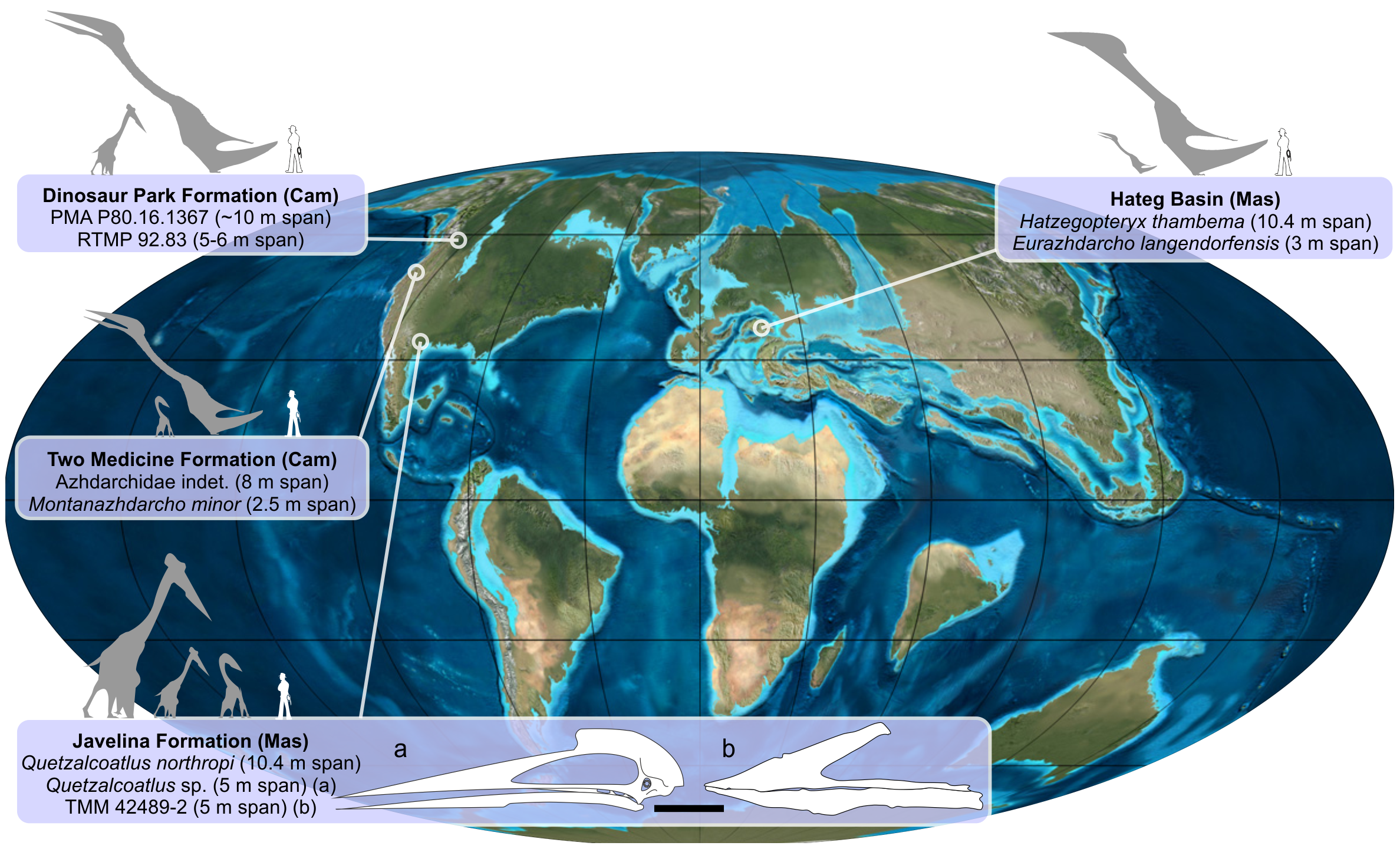
數個神龍翼龍科物種的分布地理位置，其中包含哈特茲哥翼龍棲息的哈采格島

哈采格島，或譯哈提格島，為白堊紀晚期（森諾曼期至马斯特里赫特期）一座位於特提斯洋的已消失島嶼，位置相當於現今羅馬尼亞胡內多阿拉縣的哈采格。哈采格島的形成肇因於白堊紀晚期非洲板塊與歐亞大陸板塊碰撞，阿爾卑斯造山運動所引發的構造抬升。 
在哈采格島上，發現了許多體型特別小的恐龍化石，匈牙利古生物學家弗朗茨·诺普乔認為島上的資源有限，造成這些恐龍隨著世代逐漸演化出較小的體型。這個島嶼侏儒化理論（或是福斯特法則）如今已被廣泛接受。

## 地理學
目前普遍認為马斯特里赫特期的哈采格島面積大約落在80,000平方（31,000平方英里），與現今的伊斯帕尼奧拉島大小近似；島嶼的位置則坐落於赤道帶內，北緯27度線上。
哈采格島距離最近的大陸距離至少有200（120英里），西北方則鄰近一座島嶼（對應於現今的波希米亞山）、西南方鄰近另一座島嶼（對應於巴爾幹-洛多皮地塊，包括現今的洛多皮山脈地區）、西方鄰近於對應現今伊比利半島的大型島嶼。距離哈采格島最近的大陸為島嶼西方的奧地利-阿爾卑斯地區與島嶼南方的亞得里亞海地區。
島嶼與大陸周遭大多被淺海圍繞，然而哈采格島卻是位於盆地之中，被深海所環繞。

## 氣候與環境學
於马斯特里赫特期時，哈采格島屬亞熱帶氣候，平均氣溫約為20—25 °C（68—77 °F），具有乾季與旱季。儘管如此，碳同位素分析島上的植披仍然以熱帶植物為主；原因推測與現今能存活於季風氣候的熱帶植物類似，只要一整年接受到的水分充足，即使面臨乾季這些植物仍然能夠存活。另外哈采格島上也具有大量交織的河流與湖泊，能提供這些植物生存所需的水分。哈采格島較早期的地層中主要為火山沉積物，然後較晚期則無，顯示島上的火山運動很早就已停止。

## 古動物群

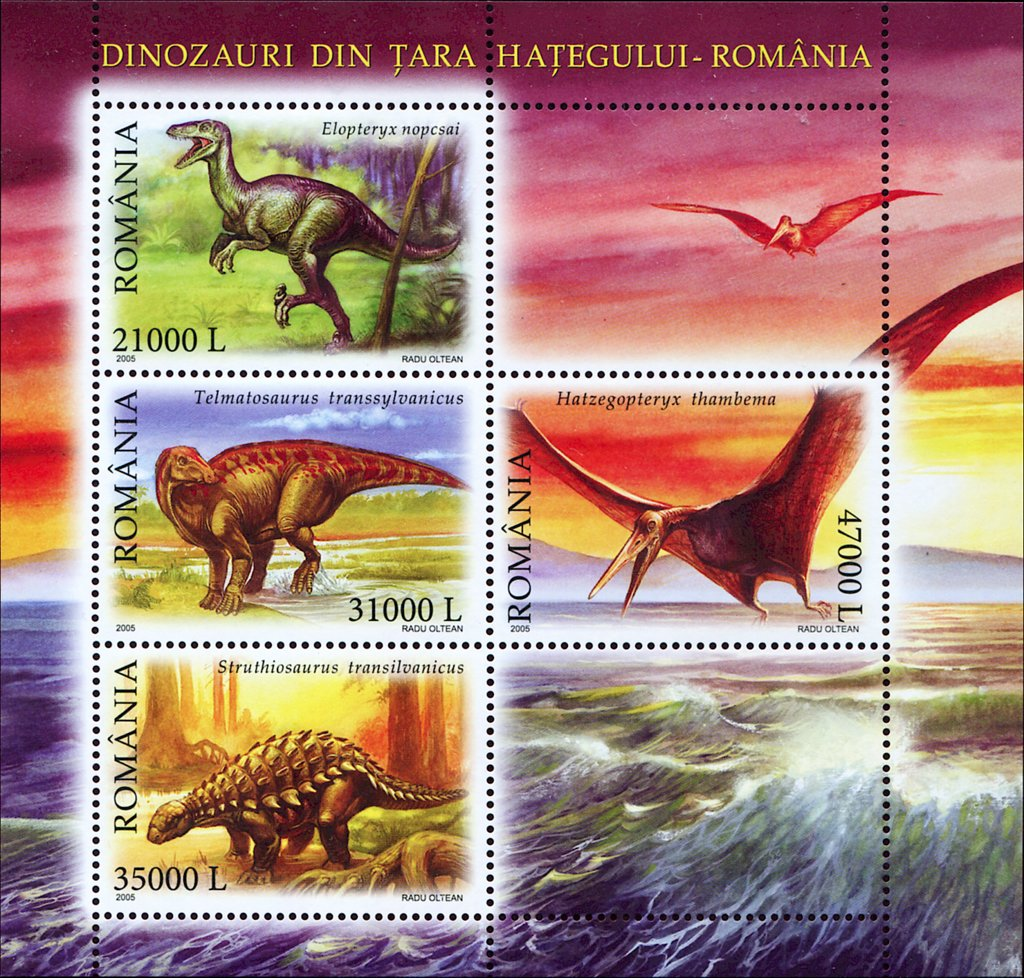
羅馬尼亞於2016年發行的郵票，描繪生活於古哈采格地區的恐龍與哈特茲哥翼龍。

約9種恐龍及數種翼龍被認為是哈采格島上的特有種，這些生存於島上的物種受到島嶼效應的影響，與鄰近大陸的近親在外型與行為上呈現出不同程度的差異。其中包括了島嶼侏儒化，例如泰坦巨龍類的馬扎爾龍，體重僅有900（2,000英磅），而生存於大陸的泰坦巨龍巴塔哥巨龍體重則可達69公噸（76英噸）。除此之外，有些翼龍如哈特茲哥翼龍則有島嶼巨型化的趨勢，成為了目前已知體型最大的翼龍之一。如同現存生存於島嶼的鳥類一樣，粗壯巴拉烏爾龍也同樣失去了飛行能力。這樣的特例也導致巴拉烏爾龍最初在分類上的誤判，在最初被發現時，牠們由於具有較為粗短的前肢，被分類至恐爪龍下目下；然而近年來透過種系發生學研究分析結果顯示，巴拉烏爾龍其實是鳥翼類的基群物種。島上的哺乳動物幾乎全部皆為多瘤齒獸目科蓋奧農獸科的物種，為食蟲動物，另外也有發現真獸下綱物種的化石。
發現於哈采格島上的動物包括：
- 先驅異鄉鱷（英语：Allodaposuchus） Allodaposuchus precedens
- 合齒劍鱷（英语：Sabresuchus） Sabresuchus sympiestodon
- 巴爾巴特齒獸屬（英语：Barbatodon） Barbatodon sp.
- 昂氏科蓋奧農獸（英语：Kogaionon (mammal)） Kogaionon ungureanui
- 曲顱統治者獸（英语：Litovoi tholocephalos） Litovoi tholocephalos
- 怪物哈采格翼龍 Hatzegopteryx thambema
- 原始凹齒龍 Rhabdodon priscus
- 強壯查摩西斯龍 Zalmoxes robustus
- 外西凡尼亞沼澤龍 Telmatosaurus transylvanicus
- 外西凡尼亞鴕龍 Struthiosaurus transylvanicus
- 達契亞馬扎爾龍 Magyarosaurus dacus
- 納拉次沼澤巨龍 Paludititan nalatzensis
- 諾氏沼澤鳥龍 Elopteryx nopcsai
- 匈牙利斑龍 Megalosaurus hungaricus?
- 粗壯巴拉烏爾龍 Balaur bondoc
- 德氏重腿龍 Bradycneme draculae
- 朗根多夫歐洲神龍翼龍 Eurazhdarcho langendorfensis
- 塔米斯阿爾巴翼龍 Albadraco tharmisensis
- 未命名的神龍翼龍科物種
- 格氏小鱷（英语：Aprosuchus） Aprosuchus ghirai，目前已知生存年代最接近現代的阿吐波鱷科物種

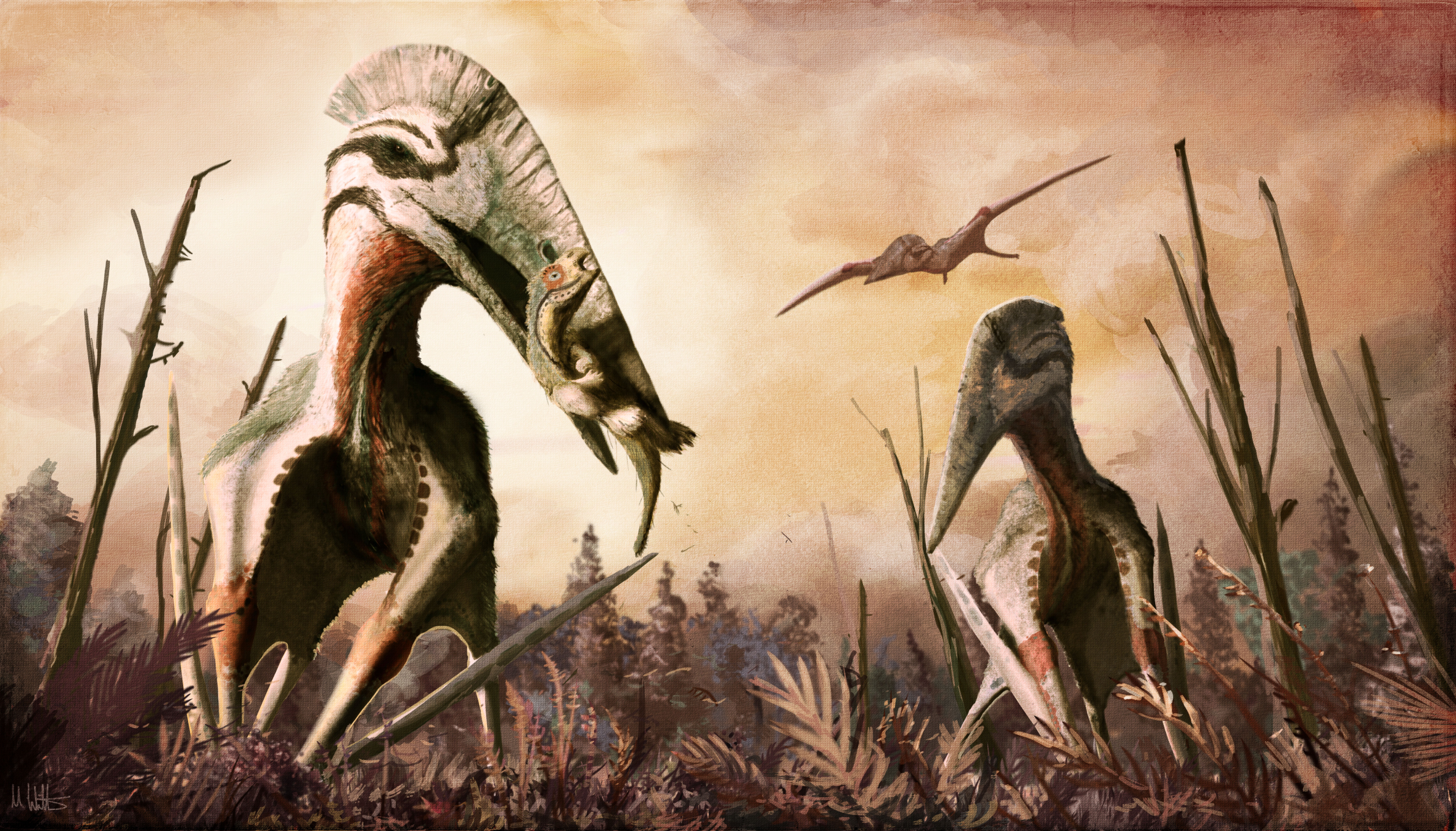
哈特茲哥翼龍捕食查摩西斯龍
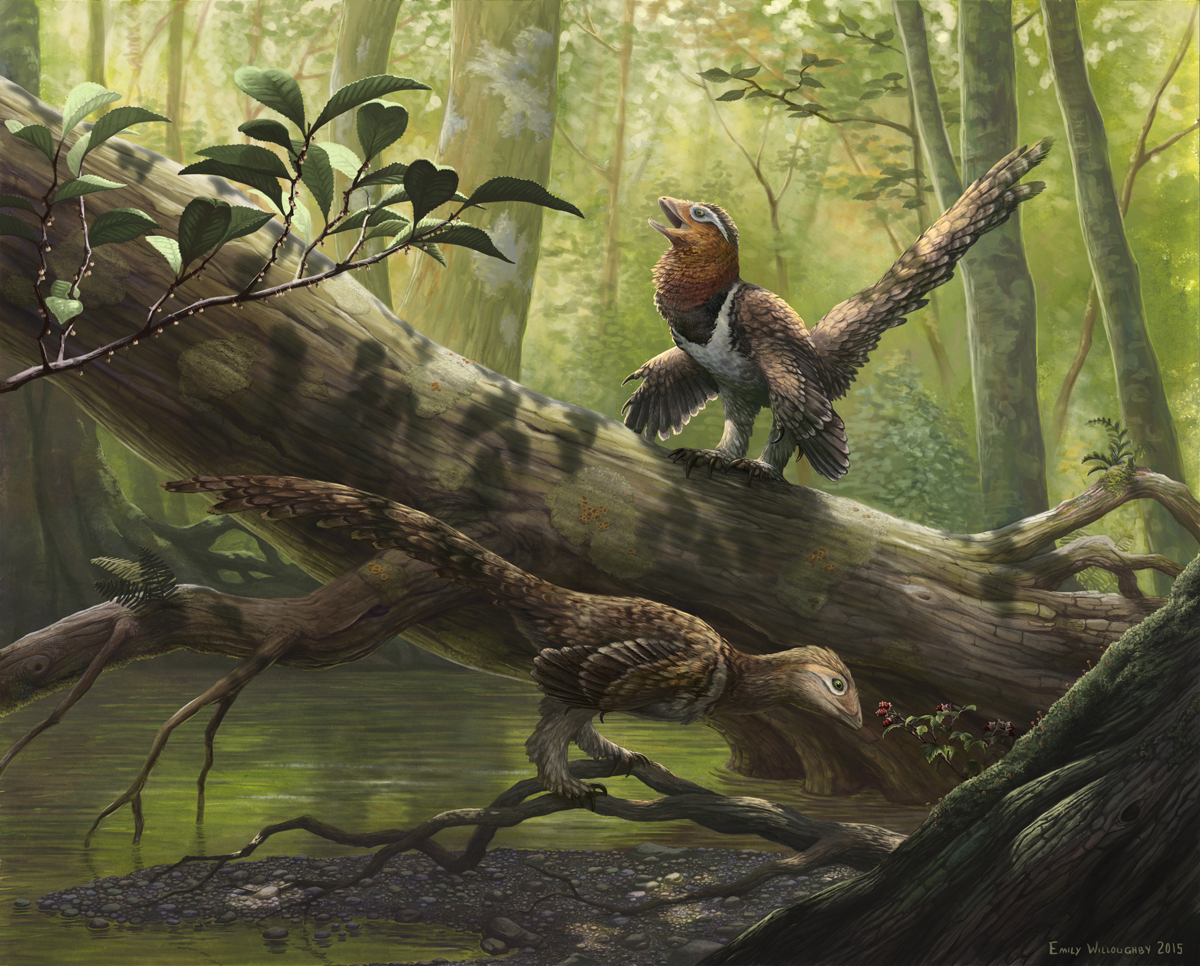
巴拉烏爾龍
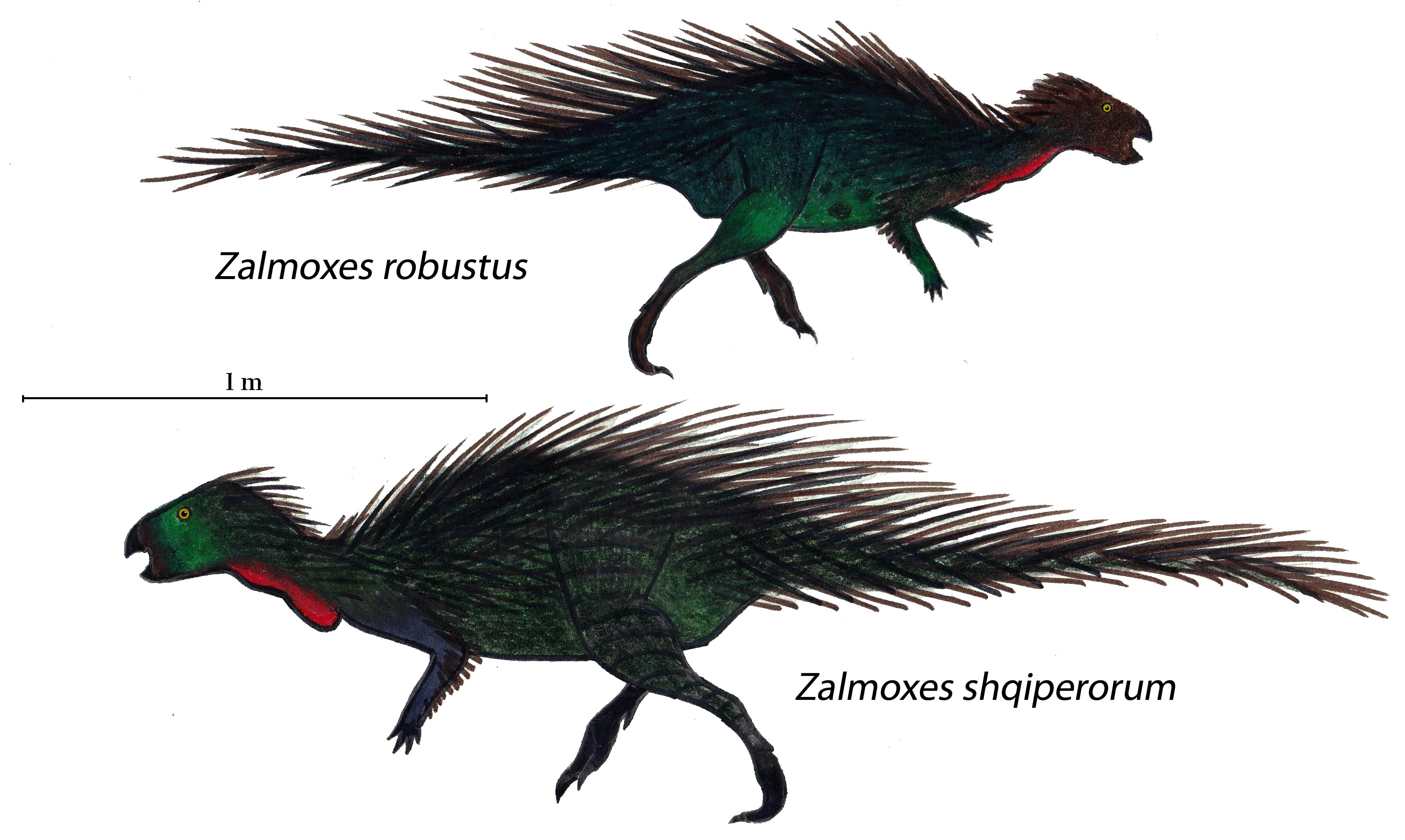
查摩西斯龍屬物種

## 地層組構成
哈采格島的化石主要由多個地層年代為晚坎帕期至马斯特里赫特期的地層所組成，包括：
- 桑佩特羅組
- 丹索斯休拉組
- 塞貝什
- 薩爾德
- 伊博

## 外部連結
- 罗马尼亚哈采格岛的晚白垩世哺乳动物 （页面存档备份，存于）（英文）